# جاهای تاریک (رمان)
«جاهای تاریک» (انگلیسی: Dark Places) یک رمان معمایی از گیلین فلین است که در سال ۲۰۰۹ منتشر شد.